# 酒税の保全及び酒類業組合等に関する法律
酒税の保全及び酒類業組合等に関する法律（しゅぜいのほぜんおよびさけるいぎょうくみあいとうにかんするほうりつ、昭和28年2月28日法律第7号）は、酒税が国税収入のうちにおいて占める地位にかんがみ、酒税の保全および酒類業界の安定のため、酒類業者が組合を設立して酒税の保全に協力し、および共同の利益を増進する事業を行うことができることとするとともに、政府が酒類業者等に対して必要な措置を講ずることができるようにし、もって酒税の確保および酒類の取引の安定を図ることに関する法律である。

## 構成
- 第一章　総則（第一条・第二条）
- 第二章　酒類業組合
  - 第一節　総則（第3条―第8条）
  - 第二節　組合員（第9条―第13条）
  - 第三節　設立（第14条―第22条）
  - 第四節　管理（第23条―第41条）
  - 第五節　事業（第42条―第52条）
  - 第六節　解散及び清算（第53条―第58条）
  - 第七節　登記（第59条―第78条）
- 第三章　連合会及び中央会（第79条―第83条の2）
- 第四章　酒税保全措置（第84条―第86条の9）
- 第五章　監督（第87条―第91条）
- 第六章　雑則（第92条―第95条）
- 第七章　罰則（第96条―第101条）
- 附則